# Pachydissus aurivillianus
Pachydissus aurivillianus är en skalbaggsart som först beskrevs av William Lucas Distant 1904.  Pachydissus aurivillianus ingår i släktet Pachydissus och familjen långhorningar.
Artens utbredningsområde är Rwanda. Inga underarter finns listade i Catalogue of Life.